# Џорџ IV
Џорџ IV (енгл. George Augustus Frederick; Лондон, 12. август 1762 — Виндзор, 26. јун 1830) је био краљ Уједињеног Краљевства Велике Британије и Ирске и Хановера. Пре него што је постао краљ био је принц регент од 1811. јер је његов отац Џорџ III био болестан. За своје крунисање је потрошио 943.000 фунти.
Оженио се 1795. рођаком Каролином од Брунзвика, али се од ње развео 1796. после рађања њиховог јединог детета, принцезе Шарлоте. Уз помоћ других европских земаља Енглеска је 1814. победила Француску. Наполеон се вратио 1815, али га је победио Војвода од Велингтона у бици код Ватерлоа.
За време његове владавине је вођен Британско-амерички рат од 1812. до 1815. који је завршен без територијалних промена. Одбијао је да у државној управи изврши реформе, које нису биле потребне.
Наследио га је брат Вилијам IV.

## Дјетињство и младост
Рођен је као најстарији од петнаестеро дјеце у браку краља Џорџа III и краљице Шарлоте. Одмах по рођењу постао је војвода од Корнвола и војвода од Ротсеја, а само неколико дана касније, када је утврђено да је здрав и да ће врло вјероватно поживјети, добио је титулу принца од Велса која га је означила као очевог пријестолонасљедника. Џорџ је учио брзо и на крају образовања течно је говорио француски, њемачки и италијански језик поред матерњег енглеског језика.
Када је године 1783. навршио 21 годину живота, од парламента је добио 60.000 фунти и од оца годишње 50.000 фунти. Добио је властиту резиденцију у Лондону, гдје је живио врло луксузним и растрошним животом. Џорџ III је од свог пријестолонасљедника очекивао формалније понашање и тада почињу неслагања између оца и сина. Краљ се удаљио од принца од Велса и због политичких неслагања; први је био политички конзервативац, а други се зближавао са радикалним политичарима.
Недуго након што је напунио 21 годину Џорџ се заљубио у римокатолкињу, двоструку удовицу, Мери Ен Фицхерберт. Њихов брак је био забрањен актом из 1707. године, који је одузимао право на трон свим римокатолицима и особама који су у браку са римокатолицима (тај закон важи и данас). Уз овај закон, године 1772. издан је Акт о краљевским браковима, према којем се свим потомцима краља Џорџа II забрањује склапање брака без одобрења монарха, којег за брак између пријестолонасљедника и римокатолкиње Џорџ III не би никада издао. Без обзира на два закона који су им стајали на путу, пар је 15. децембра 1785. године склопио тајни брак у Фицхербертиној кући. Законски, тај брак је био ништаван јер га није одобрио монарх. Фитзхерберт је ипак вјеровала да је по црквеном закону она легална супруга принца од Велса и тако принцеза Велса, вјерујући да је црквени закон супериоран над државним. Са Џорџом се, ипак, договорила да ће њихов брак чувати тајном и да неће показивати доказе о његовом постојању.
У међувремену је Џорџа његов екстравагантни начин живота довео до банкрота и више није могао плаћати своју лондонску резиденцију, а његов отац му је добио помоћи. Џорџ је, стога, био присиљен живјети у Фицхербертиној кући, што је представљало својеврсно понижење. Године 1787. Џорџови савезници у Дому комуна представили су приједлог за смањење принчевих дугова, иако су истовремено почели сумњати у природу његовог односа са Мери Ен Фицхерберт. Како би био избјегнут национални скандал, представник виговаца, Чарлс Џејмс Фокс, изјавио је да су гласине о Џорџовом браку са Мери Ен Фицхерберт лажне. Мери Ен, међутим, није била задовољна овим јавним порицањем њеног брака са принцом од Велса, па је почела вршити притисак на Џорџа, који јој је удовољио тако што је замолио другог виговца да Фоксову изјаву преформулише тако да не вријеђа његову супругу. Парламент је, у међувремену, одлучио да Џорџу поклони износ од 161.000 фунти за отплату дугова и 60.000 фунти за одржавање његове резиденције.

## Питање регентства
Сматра се да је краљ Џорџ III боловао од насљедне менталне болести порфирије. У љето 1788. године његово стање се погоршало, али је био у могућности одрећи се неких својих дужности. Како краљ након тога није био у стању отворити сједницу парламента - а према старом правилу које важи и данас, парламент не може функционисати уколико га не отвори монарх. Иако теоретски није био овлаштен за то, парламент је почео разматрати могућност увођења регента. У Дому комуна Чарлс Џејмс Фокс је изјавио да сада све суверене овласти припадају пријестолонасљеднику. Са друге стране, премијер Вилијам Пит Млађи држао је другачије мишљење. Он је вјеровао да право на избор регента има само парламент. Иако је вјеровао да без парламентарног пристанка принц од Велса има једнако право на регенство као и свака друга особа у краљевству, Вилијам Пит Млађи се са Чарлсом Џејмсом Фоксом слагао да је Џорџ најбољи за мјесто регента.
Џорџ, иако увријеђен од стране премијера Пита, није се слагао ни са Фоксовом филозофијом. Његов млађи брат, војвода од Јорка, изјавио је да принц од Велса неће покушавати преузети власт без одобрења парламента. Пит је објавио да ће овласти принца од Велса, уколико буде проглашен регентом, бити веома ограничене. Између осталог, не би смио продати краљев посјед нити дати титулу било коме осим краљевом дјетету (односно свом брату или сестри). Џорџ се није сложио са Питовим замислима. Двије фракције су се на крају сложиле на компромис.
Важан технички недостатак регентства био је тај што регент и даље није имао право да отвори сједницу парламента, без чега је парламент био у потпуности немоћан. Сједнице је углавном отварао монарх, али то су могли учинити и његови или њени представници, познати као лордови комисионери. Међутим, ни лордови комисионери нису могли дјеловати уколико не приме велики печат краљевства, а њега је могао предати једино суверен. Пит и његови сљедбеници били су спремни игнорисати посљедњу препреку, али су се њиховом науму оштро супротставили Едмунд Берк и војвода од Јорка. Без обзира на њихове примједбе, 3. фебруара 1789. године парламент је отворила група "илегалних" лордова комисионера. Акт о регентству је предложен, али краљ се опоравио прије него је могао проћи у парламенту. Краљ је затим ретроактивно овластио лордове комисионере и дао им печат краљевства.

## Брак
Џорџ је, у међувремену, наставио гомилати дугове, а отац му није желио помоћи уколико не пристане оженити своју рођаку, Каролину од Брунзвика. Џорџ је пристао на очеве захтјеве и оженио Каролину 8. априла 1795. године. Брак је био катастрофалан - младенци су од самог почетка били у свађи једно са другим. Принц од Велса је тврдио да је са супругом спавао само три ноћи, па је рођење кћерке Шарлоте Августе 1796. године сматрано чудом. Након њеног рођења принц и принцеза од Велса живјели су одвојено до краја живота, а Џорџ се вратио Мери Ен Фицхерберт.
За ово вријеме Џорџ је успио нагомилати 630.000 фунти дуга. Парламент их је константно исплаћивао, али захваљујући његовој навици на луксуз, брзо су се опет гомилали.
Године 1806. принц и принцеза од Велса посвађали су се око старатељства над кћерком. Спор је ријешен када је старатељство над принцезом Шарлотом Августом од Велса дато њеном деди, краљу. Џорџ је затим оптужио Каролину да је родила ванбрачног сина. Доказано је супротно, али је принцеза од Велса била критикована због индискретног понашања.

## Регентство
При крају 1810. године, недуго након смрти најмлађег дјетета, принцезе Амелије, краља Џорџа III опет је савладала болест. Лордови комисионери отворили су сједницу парламента, који је регентом прогласио принца од Велса.
Принц од Велса постао је принц регент 5. јануара исте године и његова прва задаћа била је суочавање са католичком еманципацијом, покретом римокатолика који је имао за задатак укидање ограничења католицима. Торијевци, на чијем челу је био премијер Спенсер Персивал, су били против покрета, али виговци су га подржавали. На почетку његовог регентства очекивало се да ће принц регент одмах подржати лидера виговаца, Вилијама Виндама Гренвила, али он то није учинио. Тврдио је да би изненадно отпуштање владе у којој су већину чинили торијевци негативно утицало на здравље краља (чврстог присталице торијеваца) и уклонило сваку могућност његовог опоравка. Чак и 1812. године, када је било јасно да је краљ далеко од оздрављења, Џорџ није успоставио виговску владу, већ је представнике виговаца замолио да се придруже постојећој, торијевској влади. Виговци су одбили да сарађују због неспоразума по питању католичке еманципације. Принц регент је невољно дозволио Персивалу да остане на мјесту премијера.
Када је 10. маја 1812. године извршен атентат на премијера Персивала и овај био убијен, принц регент је био спреман да постави новог премијера. Дом комуна је формално изразио жељу за јаком и ефикасном администрацијом, па је управа над владом понуђена Ричарду Веслију, и Френсису Роудон-Хејстингсу, 2. грофу од Мора. Џорџ је, међутим, оба кандидата осудио на неуспјех када им је наредио да владу уреде тако да је обје партије, виговци и торијевци, чине у подједнаком омјеру, што је у том периоду било немогуће јер представници две партије нису жељели међусобну сарађивати. Искористивши насталу ситуацију, принц регент је на мјесто премијера поставио свог кандидата, Роберта Банкса Џенкинсона, 2. грофа од Ливерпула.
Торијевци су, за разлику од виговаца као што је био Чарлс Греј, 2. гроф Греј, жељели наставити рат у Европи против моћног и агресивног француског цара, Наполеона I. Русија, Пруска, Аустрија и Уједињено Краљевство, заједно са неколико мањих државица, поразили су Наополеона 1814. године. На Бечком конгресу који је услиједио одлучено је да ће електорат Хановер, који је са Уједињеним Краљевством дијелио монарха још од 1714. године, бити уздигнут на ниво краљевства. Наполеон је покушао узвратити ударац 1815. године, али је био поражен од стране Артур Велслија, 1. војводе од Велингтона, брата Ричарда Велеслија. Исте године без побједника је окончан рат са Сједињеним Америчким Државама.

## Владавина
Краљ Џорџ III умро је 1820. године и принц регент је ступио на пријесто као Џорџ IV, иако се његове овласти заправо нису нимало промијениле.
Његов однос са супругом Каролином, сада законски краљицом пратиљом, је био потпуно уништен и обоје су варали једно друго. Каролина је претходно била напустила Уједињено Краљевство, али се вратила нешто прије супруговог крунисања, излажући своја права да буде крунисана као Џорџова краљица пратиља. Џорџ је одбио признати је за своју краљицу и наредио је британским амбасадорима да затраже од осталих монарха да је не признају на својим дворовима. На краљев захтјев краљичино име је било изостављено из молитве за краљевску породицу. Краљ је желио развод, али његови савјетници су се бојали да би Каролина могла изнијети доказе о његовом тајном браку са католикињом и тако му одузети право на трон. Краљ је затим парламенту предложио закон који би му омогућио да поништи свој брак са Каролином и одузме јој титулу краљице која јој је као краљевој супрузи законом била гарантована. Предложени закон се показао изузетно непопуларним у јавности, па га парламент стога није прихватио. Џорџ је, ипак, успио да не дозволи Каролини да буде крунисана заједно са њим, 19. јула 1821. године. Каролина се тога дана разбољела и 7. августа умрла, тврдећи да је била отрована.
Џорџово крунисање је била величанствена и помпозна церемонија - коштала га је 243.000 фунти (док је, за успоредбу, крунисање његовог оца коштало 10.000 фунти). Упркос новцу утрошеном на њу, изазвала је велики интерес народа. Године 1821. Џорџ је постао први ирски монарх који је посјетио Ирску још од времена Ричарда II. Сљедеће године посјетио је Единбург, којег ниједан монарх није посјетио још од времена Чарлса II.
Џорџ IV провео је највећи дио своје владавине осамљен у дворцу Виндсор, али се наставио редовно мијешати у политику. У почетку се вјеровало да ће подржати католичку еманципацију, јер ју је 1797. био предложио и у Ирској, али његови анти-католички погледи постали су јасни 1813. године. Џорџ је своју одлуку о неподржавању католика објаснио рекавши да се на свом крунисању заклео да ће бранити протестантизам, те да више не може подржавати католике. Утицај круне и воља торијеваца су били толико јако да се католичка еманципација чинила безнадежном. Године 1827. премијер Ливерпул је отишао у пензију и наслиједио га је торијевац Џорџ Кенинг који је подржавао еманципацију. Кенингови погледи на католичку еманципацију нису били добро примљени од стране конзервативних торијеваца, те су у владу били укључени и виговци. Кенинг је умро исте године и оставио управу над торијевско-виговском коалицијом Фредерицк Јохн Робинсон (Фредерик Џон Робинсон), 1. висконту Годерицху. Висконт Годерицх дао је оставку 1828. године, па је премијер постао војвода од Wеллингтона, који је до тада већ био схватио да је одбијање попуштању католика у свим мјерама било неизводљиво. Са великом тешкоћом нови премијер је добио краљево одобрење и донио закон којим се католицима укидају нека ограничења 29. јануара 1829. године. Под притиском свог брата, војводе од Цумберланда, краљ је повукао своје одобрење и протестујући кабинет је дао оставку 4. марта. Сљедећи дан Џорџ IV је опет дао свој пристанак на закон, а потписао га је 13. априла.

## Смрт и наслијеђе
Краљев проблем са алкохолом и начин живота којег је водио узели су маха на његово здравље 1820. године. Његова растућа претилост изазивала је подсмијех на јавним појављивањима, која су постајала све ријеђа пред крај владавине. Патио је од гихта, артериосклерозе и порфирије. Умро је три по сата послије поноћи 26. јуна 1830. године.
Како је његова једина кћерка рођена у браку са Каролином умрла 1817. године, недуго након што је родила мртворођенче, и најстарији од његове млађе браће умро 1827. године, наслиједио га је брат, Вилијам IV.

## Породично стабло
|  |                                                              |  |  |  |  |  |  |  |  |  |  |  |  |  |  |  |
|  | 16. Џорџ I                                                   |  |  |  |  |  |  |  |  |  |  |  |  |  |  |  |
|  |                                                              |  |  |  |  |  |  |  |  |  |  |  |  |  |  |  |
|  |                                                              |  |  |  |  |  |  |  |  |  |  |  |  |  |  |  |
|  | 8. Џорџ II                                                   |  |  |  |  |  |  |  |  |  |  |  |  |  |  |  |
|  |                                                              |  |  |  |  |  |  |  |  |  |  |  |  |  |  |  |
|  |                                                              |  |  |  |  |  |  |  |  |  |  |  |  |  |  |  |
|  | 17. Софија Доротеја од Целе                                  |  |  |  |  |  |  |  |  |  |  |  |  |  |  |  |
|  |                                                              |  |  |  |  |  |  |  |  |  |  |  |  |  |  |  |
|  |                                                              |  |  |  |  |  |  |  |  |  |  |  |  |  |  |  |
|  | 4. Фредерик, принц од Велса                                  |  |  |  |  |  |  |  |  |  |  |  |  |  |  |  |
|  |                                                              |  |  |  |  |  |  |  |  |  |  |  |  |  |  |  |
|  |                                                              |  |  |  |  |  |  |  |  |  |  |  |  |  |  |  |
|  | 18. Јохан Фридрих, маркгроф од Бранденбург-Ансбаха           |  |  |  |  |  |  |  |  |  |  |  |  |  |  |  |
|  |                                                              |  |  |  |  |  |  |  |  |  |  |  |  |  |  |  |
|  |                                                              |  |  |  |  |  |  |  |  |  |  |  |  |  |  |  |
|  | 9. Каролина од Бранденбург-Ансбаха                           |  |  |  |  |  |  |  |  |  |  |  |  |  |  |  |
|  |                                                              |  |  |  |  |  |  |  |  |  |  |  |  |  |  |  |
|  |                                                              |  |  |  |  |  |  |  |  |  |  |  |  |  |  |  |
|  | 19. Елеонора Ердмута од Сакс-Ајзенаха                        |  |  |  |  |  |  |  |  |  |  |  |  |  |  |  |
|  |                                                              |  |  |  |  |  |  |  |  |  |  |  |  |  |  |  |
|  |                                                              |  |  |  |  |  |  |  |  |  |  |  |  |  |  |  |
|  | 2. Џорџ III                                                  |  |  |  |  |  |  |  |  |  |  |  |  |  |  |  |
|  |                                                              |  |  |  |  |  |  |  |  |  |  |  |  |  |  |  |
|  |                                                              |  |  |  |  |  |  |  |  |  |  |  |  |  |  |  |
|  | 20. Фридрих I, војвода Сакс-Гота-Алтенбурга                  |  |  |  |  |  |  |  |  |  |  |  |  |  |  |  |
|  |                                                              |  |  |  |  |  |  |  |  |  |  |  |  |  |  |  |
|  |                                                              |  |  |  |  |  |  |  |  |  |  |  |  |  |  |  |
|  | 10. Фридрих II, војвода Сакс-Гота-Алтенбурга                 |  |  |  |  |  |  |  |  |  |  |  |  |  |  |  |
|  |                                                              |  |  |  |  |  |  |  |  |  |  |  |  |  |  |  |
|  |                                                              |  |  |  |  |  |  |  |  |  |  |  |  |  |  |  |
|  | 21. Princess Magdalena Sibylle of Saxe-Weissenfels           |  |  |  |  |  |  |  |  |  |  |  |  |  |  |  |
|  |                                                              |  |  |  |  |  |  |  |  |  |  |  |  |  |  |  |
|  |                                                              |  |  |  |  |  |  |  |  |  |  |  |  |  |  |  |
|  | 5. Аугуста Саксоготска                                       |  |  |  |  |  |  |  |  |  |  |  |  |  |  |  |
|  |                                                              |  |  |  |  |  |  |  |  |  |  |  |  |  |  |  |
|  |                                                              |  |  |  |  |  |  |  |  |  |  |  |  |  |  |  |
|  | 22. Karl, Prince of Anhalt-Zerbst                            |  |  |  |  |  |  |  |  |  |  |  |  |  |  |  |
|  |                                                              |  |  |  |  |  |  |  |  |  |  |  |  |  |  |  |
|  |                                                              |  |  |  |  |  |  |  |  |  |  |  |  |  |  |  |
|  | 11. Magdalena Augusta of Anhalt-Zerbst                       |  |  |  |  |  |  |  |  |  |  |  |  |  |  |  |
|  |                                                              |  |  |  |  |  |  |  |  |  |  |  |  |  |  |  |
|  |                                                              |  |  |  |  |  |  |  |  |  |  |  |  |  |  |  |
|  | 23. Princess Sophia of Saxe-Weissenfels                      |  |  |  |  |  |  |  |  |  |  |  |  |  |  |  |
|  |                                                              |  |  |  |  |  |  |  |  |  |  |  |  |  |  |  |
|  |                                                              |  |  |  |  |  |  |  |  |  |  |  |  |  |  |  |
|  | 1. Џорџ IV                                                   |  |  |  |  |  |  |  |  |  |  |  |  |  |  |  |
|  |                                                              |  |  |  |  |  |  |  |  |  |  |  |  |  |  |  |
|  |                                                              |  |  |  |  |  |  |  |  |  |  |  |  |  |  |  |
|  | 24. Adolf Frederick I, Duke of Mecklenburg-Schwerin          |  |  |  |  |  |  |  |  |  |  |  |  |  |  |  |
|  |                                                              |  |  |  |  |  |  |  |  |  |  |  |  |  |  |  |
|  |                                                              |  |  |  |  |  |  |  |  |  |  |  |  |  |  |  |
|  | 12. Adolphus Frederick II, Duke of Mecklenburg-Strelitz      |  |  |  |  |  |  |  |  |  |  |  |  |  |  |  |
|  |                                                              |  |  |  |  |  |  |  |  |  |  |  |  |  |  |  |
|  |                                                              |  |  |  |  |  |  |  |  |  |  |  |  |  |  |  |
|  | 25. Princess Maria Katharina of Brunswick-Dannenberg         |  |  |  |  |  |  |  |  |  |  |  |  |  |  |  |
|  |                                                              |  |  |  |  |  |  |  |  |  |  |  |  |  |  |  |
|  |                                                              |  |  |  |  |  |  |  |  |  |  |  |  |  |  |  |
|  | 6. Карл Лудвиг Фридрих од Мекленбурга, Prince of Mirow       |  |  |  |  |  |  |  |  |  |  |  |  |  |  |  |
|  |                                                              |  |  |  |  |  |  |  |  |  |  |  |  |  |  |  |
|  |                                                              |  |  |  |  |  |  |  |  |  |  |  |  |  |  |  |
|  | 26. Christian William I, Prince of Schwarzburg-Sondershausen |  |  |  |  |  |  |  |  |  |  |  |  |  |  |  |
|  |                                                              |  |  |  |  |  |  |  |  |  |  |  |  |  |  |  |
|  |                                                              |  |  |  |  |  |  |  |  |  |  |  |  |  |  |  |
|  | 13. Princess Christiane Emilie of Schwarzburg-Sondershausen  |  |  |  |  |  |  |  |  |  |  |  |  |  |  |  |
|  |                                                              |  |  |  |  |  |  |  |  |  |  |  |  |  |  |  |
|  |                                                              |  |  |  |  |  |  |  |  |  |  |  |  |  |  |  |
|  | 27. Countess Antoine Sybille of Barby-Muhlingen              |  |  |  |  |  |  |  |  |  |  |  |  |  |  |  |
|  |                                                              |  |  |  |  |  |  |  |  |  |  |  |  |  |  |  |
|  |                                                              |  |  |  |  |  |  |  |  |  |  |  |  |  |  |  |
|  | 3. Шарлота од Мекленбург-Штрелица                            |  |  |  |  |  |  |  |  |  |  |  |  |  |  |  |
|  |                                                              |  |  |  |  |  |  |  |  |  |  |  |  |  |  |  |
|  |                                                              |  |  |  |  |  |  |  |  |  |  |  |  |  |  |  |
|  | 28. Ernest, Duke of Saxe-Hildburghausen                      |  |  |  |  |  |  |  |  |  |  |  |  |  |  |  |
|  |                                                              |  |  |  |  |  |  |  |  |  |  |  |  |  |  |  |
|  |                                                              |  |  |  |  |  |  |  |  |  |  |  |  |  |  |  |
|  | 14. Ernest Frederick I, Duke of Saxe-Hildburghausen          |  |  |  |  |  |  |  |  |  |  |  |  |  |  |  |
|  |                                                              |  |  |  |  |  |  |  |  |  |  |  |  |  |  |  |
|  |                                                              |  |  |  |  |  |  |  |  |  |  |  |  |  |  |  |
|  | 29. Countess Sophie Henriette of Waldeck                     |  |  |  |  |  |  |  |  |  |  |  |  |  |  |  |
|  |                                                              |  |  |  |  |  |  |  |  |  |  |  |  |  |  |  |
|  |                                                              |  |  |  |  |  |  |  |  |  |  |  |  |  |  |  |
|  | 7. Елизабета Албертина од Сакс-Хилдбургхаузена               |  |  |  |  |  |  |  |  |  |  |  |  |  |  |  |
|  |                                                              |  |  |  |  |  |  |  |  |  |  |  |  |  |  |  |
|  |                                                              |  |  |  |  |  |  |  |  |  |  |  |  |  |  |  |
|  | 30. George Louis I, Count of Erbach-Erbach                   |  |  |  |  |  |  |  |  |  |  |  |  |  |  |  |
|  |                                                              |  |  |  |  |  |  |  |  |  |  |  |  |  |  |  |
|  |                                                              |  |  |  |  |  |  |  |  |  |  |  |  |  |  |  |
|  | 15. Countess Sophia Albertine of Erbach-Erbach               |  |  |  |  |  |  |  |  |  |  |  |  |  |  |  |
|  |                                                              |  |  |  |  |  |  |  |  |  |  |  |  |  |  |  |
|  |                                                              |  |  |  |  |  |  |  |  |  |  |  |  |  |  |  |
|  | 31. Countess Amelie Katherine of Waldeck-Eisenberg           |  |  |  |  |  |  |  |  |  |  |  |  |  |  |  |
|  |                                                              |  |  |  |  |  |  |  |  |  |  |  |  |  |  |  |
|  |                                                              |  |  |  |  |  |  |  |  |  |  |  |  |  |  |  |